# Евтаксіологія
Евтаксіологія (від грец. Eu — добро, і tax - порядок) — філософське дослідження порядку та структури. Воно відрізняється від телеології тим, що воно не зосереджене на меті чи цілі певної структури чи процесу, а лише на ступені та складності структури чи процесу.

## Історія
Термін «евтаксіологія» вперше був введений геологом Льюїсом Езра Хіксом у своїй « Критиці структурних аргументів», в якій він стверджував, що можна оцінити складність органічного життя на Землі, не приймаючи інтелектуальну теорію структури . Однак ця концепція існувала століттями, особливо в працях Арістотеля, який пропонував у фізиці ідею природної струкури без будівельника, заявивши, що: "Абсурдно вважати, що немає кінців [у природі], лише тому що ми не бачимо посередника обговорення ". Лукрецій, який також був прихильником випадковості, аналогічно заявив у De Rerum Natura: "Нічого в організмі не робиться для того, щоб ми могли ним користуватися. Те, що відбувається, є причиною його використання ".

## Телеологія
Евтаксіологію часто помилково приймають за телеологію, вивчення призначення та структури. Однак можна стверджувати, що евтаксіологія та телеологія насправді доповнюють одна одну, констатуючи, що хороші структура та порядок обов'язково передбачають можливість досягнення мети. Два терміни також часто використовуються як аргументи один проти одного, маючи на увазі, що евтаксіологія — це спостереження за процесом, який відбувається випадково, тоді як телеологію завжди розробляє якийсь будівельник.

## Релігія
Як результат, евтаксіологія часто використовується в релігійних аргументах, особливо щодо існування Бога, хоча вона використовується в обох сторонах аргументу. На додаток до телеології, можна стверджувати, що основні принципи фізики та хімії створені таким чином, щоб підтримувати органічне життя. З іншого боку, скептики вказують на еволюційну біологію, стверджуючи, що якби Земля була ідеально спроектована ідеальним творцем, довгий і часом невдалий процес еволюції не мав би відбуватися. Критики цієї теорії стверджують, що еволюційна біологія насправді є свідченням розумного проектування і, отже, Бога, який міг би побудувати таке суспільство.

## Філософія
У зв'язку з цим евтаксіологія також може бути застосована до етики, особливо щодо засобів, що виправдовують цілі, і незалежно від того, чи дійсно цілі залежать від засобів. У більш широкому масштабі евтаксіологія може використовуватися як аргументація «за» або «проти» антропного принципу . З одного боку, можна констатувати, що спостереження, зроблені щодо фізичного та метафізичного Всесвіту, повинні бути сумісні з життям, яке спостерігається в ньому. Наприклад, люди вважають, що Всесвіт був спеціально розроблений для них, оскільки вони не можуть зрозуміти інших, зовсім інших Всесвітів, що передбачає екзистенційну епістемічну евтаксіологію. І навпаки, можна сказати, що завдяки Бритві Оккама Всесвіт повинен бути спеціально розроблений для людей через тонкощі структури, які дозволяють нам жити там, де ми і живемо. Метафізично, це можна віднести до причинно-наслідкових аргументів (тобто, чи існують люди через заплутані біохімічні процеси, чи вони існують через те, що Бог створив ці біохімічні процеси?)